# Michelbach (Wied)
Der Michelbach, auch Feldgraben genannt, ist ein knapp ein Kilometer langer rechter und nördlicher Zufluss der Wied im rheinland-pfälzischen Landkreis Altenkirchen (Westerwald).

## Verlauf
Der Michelbach entspringt auf einer Höhe von etwa 275 m ü. NN am Ostrand von Altenkirchen (Westerwald) in einer Wiesenflur (Oben auf dem Beul) in der Gemarkung Michelbach unterhalb des Industriegebiets Graf-Zeppelin-Straße. Er fließt in südlicher Richtung durch Grünland und speist dann in der Flur Oben im Boden in der Höhe von 250 m ü. NN einen kleinen Teich (Wasserrückhalt) oberhalb der Bahnstrecke Limburg–Altenkirchen, deren Bahndamm er in einem Tunnel unterquert. Er erreicht die östliche Ortsmitte von Michelbach bei Altenkirchen in der Flur Unten im Boden; kurz nördlich der Mittelstraße am Spielplatz beginnt die Verrohrung und mündet mit der Verrohrung schließlich auf einer Höhe von etwa 225 m ü. NN von rechts in die Wied.

## Bilder

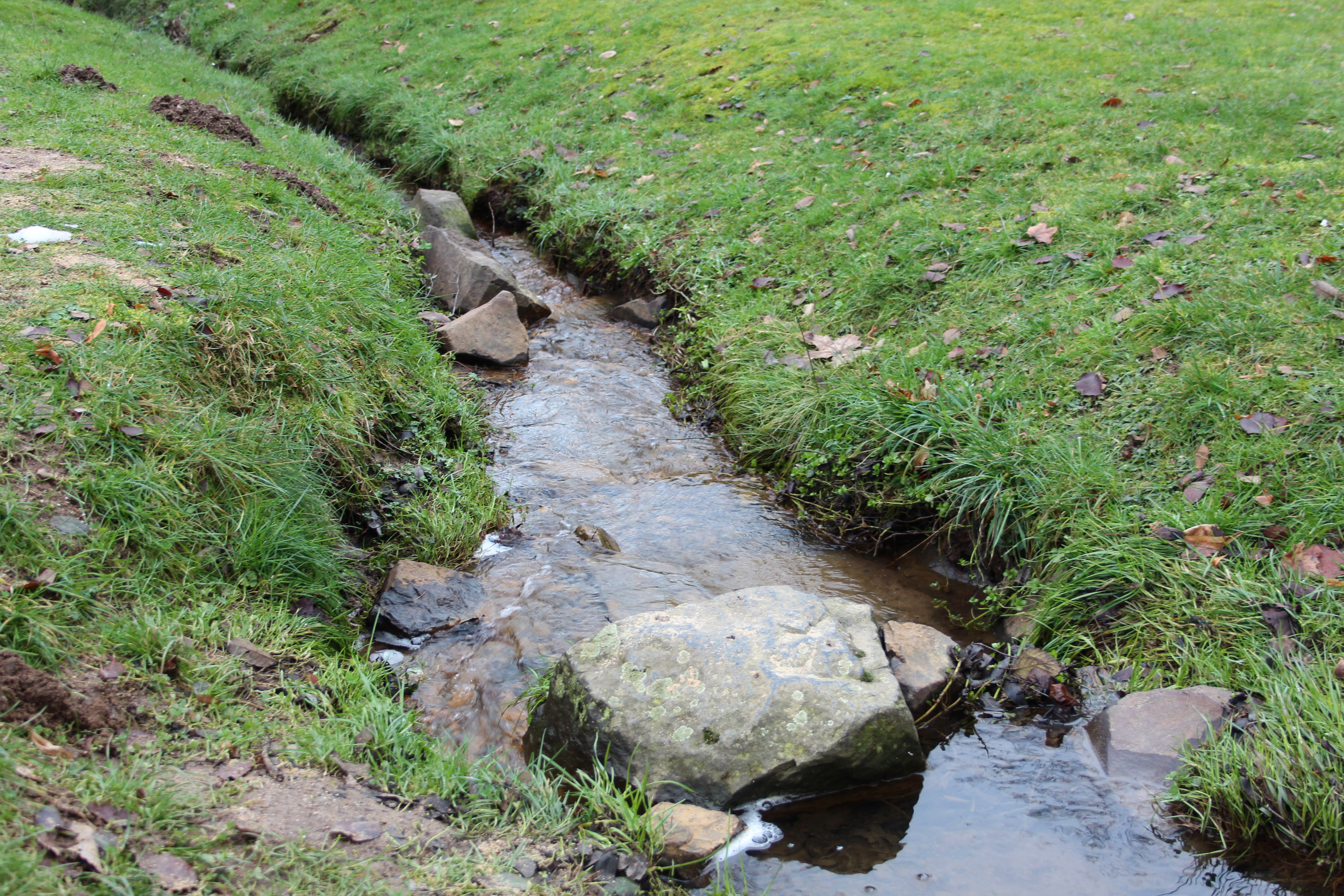
Der Michelbach im Ortskern von Michelbach
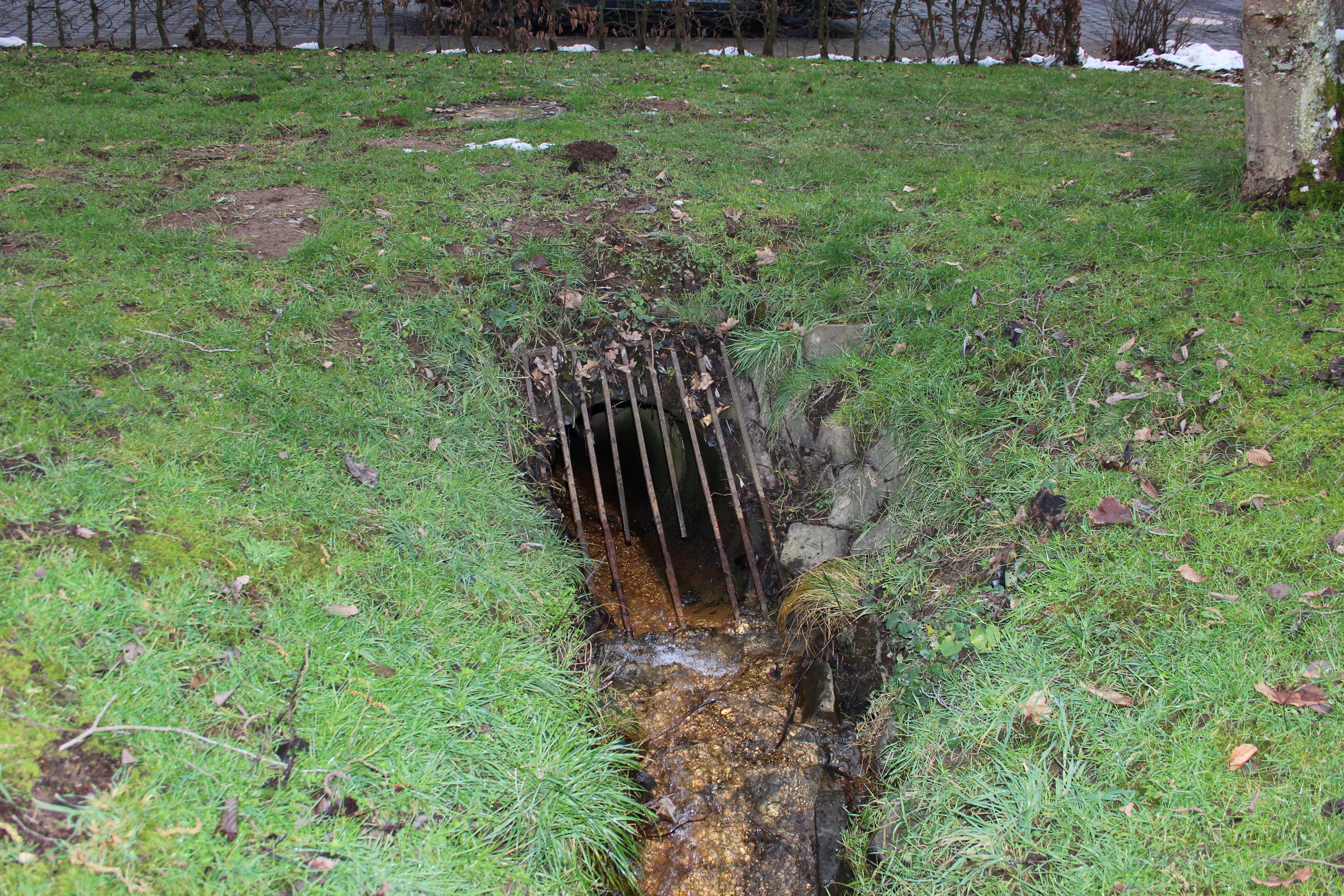
Beginn der Verrohrung nördlich der Mittelstraße
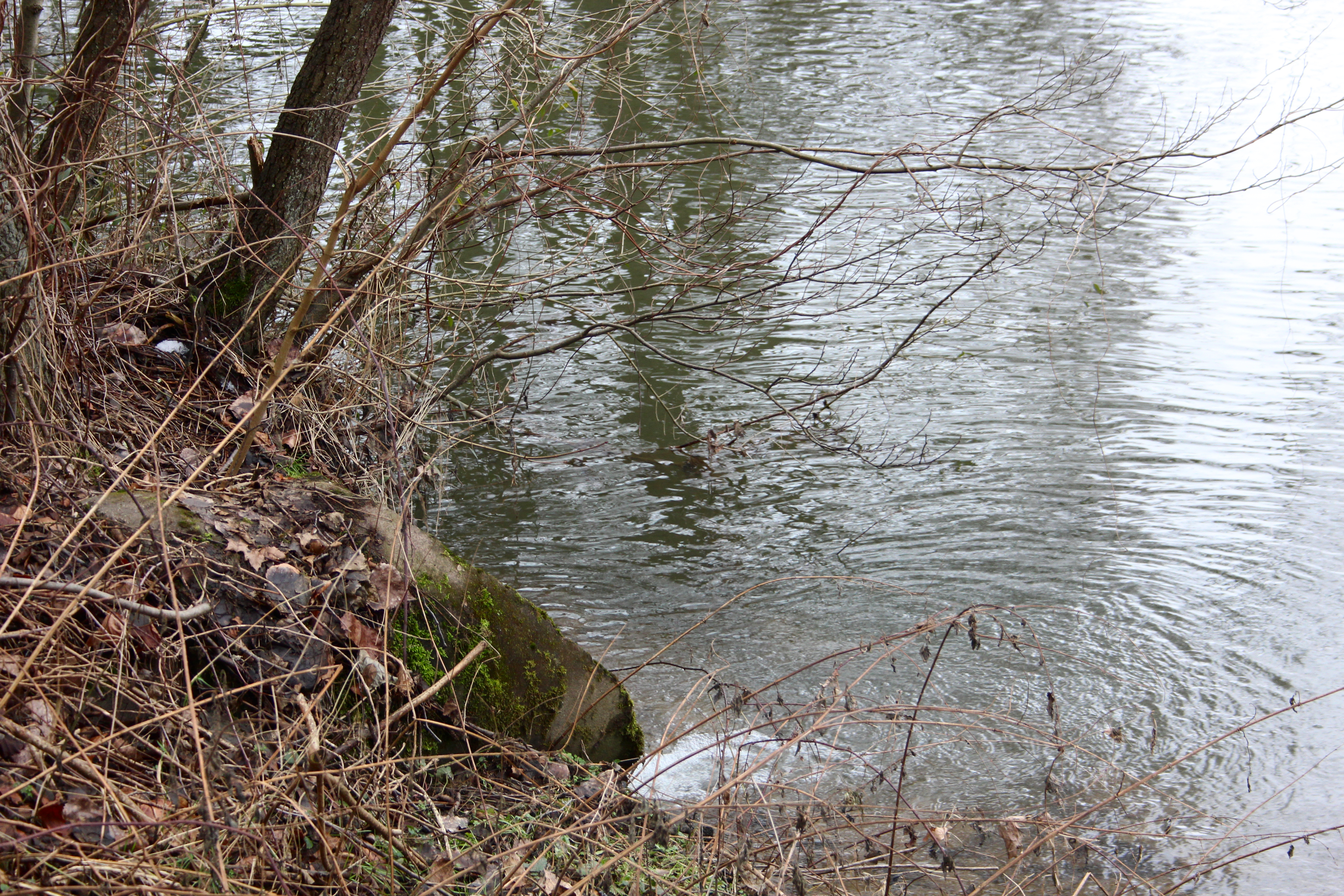
Ende der Verrohrung und Mündung in die Wied